# Parelatus
Parelatus is een geslacht van vliesvleugeligen uit de familie Perilampidae. De wetenschappelijke naam van dit geslacht is voor het eerst geldig gepubliceerd in 1916 door Girault.

## Soorten
Het geslacht Parelatus is monotypisch en omvat slechts de volgende soort:
- Parelatus ater (Girault, 1915)